# Ringgit
El ringgit, ringit o dólar malasio es la moneda oficial de la Malasia. Se divide en 100 sen y su código ISO 4217 es MYR.

## Etimología
La palabra "ringgit" significa dentado en malayo  y hace referencia a los bordes serrados de los reales castellanos que circularon en la zona durante los siglos XVI y XVII. Al dólar de Singapur y Brunéi también se les conoce en malayo como ringgit. Los nombres ringgit y sen se adoptaron de forma oficial el 28 de agosto de 1975.

## Historia
El 12 de junio de 1967 el dólar de Malasia, emitido por el Banco Nacional de Malasia, sustituyó al dólar de Malaya y Borneo a la par. La nueva moneda mantenía todas las denominaciones de su predecesora excepto el billete de 10 000 dólares. Con el transcurso de los años, se introdujeron pequeños cambios en el sistema monetario, como la introducción de una moneda de 1 ringgit en 1967, o la desmonetización de los billetes de 500 y 1000 ringgit en la década de los 90. El símbolo del dólar ($) no fue sustituido hasta los años 90.
Con la aparición de la nueva moneda, se cambiaba a 8,57 dólares por libra. En noviembre de 1967, cinco meses después de la introdocción del ringgit, la libra se devaluó en un 14,3 %. La nueva moneda no se vio afectada, sin embargo los primeros billetes del dólar de Malaya y Borneo todavía seguían fijados a la libra, y como consecuencia vieron reducido su valor.
A pesar de la necesidad de crear nuevas monedas para Malasia, Singapur y Brunéi, el Acuerdo sobre intercambiabilidad firmado por los tres países siguió estando en vigor hasta el 8 de mayo de 1973, cuando Malasia abandonó el espacio económico. Entre 1995 y 1997, el ringgit fue una moneda fluctuante que se cambiaba alrededor de los 2,50 MYR por 1 USD, antes de caer por debajo de los 3,80 MYR a finales de 1997. En la primera mitad de 1998 el ringgit fluctuó entre los 3,80 y 4,40 MYR por dólar.
Entre 1997 y 1998 el ringgit perdió la mitad de su valor frente al dólar y sufrió una depreciación considerable con respecto a otras monedas entre diciembre de 2001 y enero de 2005. El 4 de septiembre de 2008, el ringgit recuperó su valor de 2001 frente al dólar de Singapur, el euro, el dólar australiano y la libra esterlina.

## Monedas
La primera serie de monedas se introdujeron en 1967 con  denominaciones de 1, 5, 10, 20, y 50 sen, seguido de la introducción de la moneda de 1 ringgit (que usa el símbolo $) en 1971. La segunda serie de monedas entró en circulación a finales de 1989.
En 2011, se emitió la tercera serie con las denominaciones de  5, 10, 20 y 50 sen. 
| Valor  | Diámetro (mm) | Peso (g) | Tercera Serie, 2011-                          | Tercera Serie, 2011-                                              |
| Valor  | Diámetro (mm) | Peso (g) | Anverso                                       | Reverso                                                           |
| ------ | ------------- | -------- | --------------------------------------------- | ----------------------------------------------------------------- |
| 5 Sen  | 17,78         | 1,72     | Año de acuñación, Flor nacional, Valor facial | Destar Siga - 14 puntos, cinco líneas horizontales                |
| 10 Sen | 18,80         | 2,98     | Año de acuñación, Flor nacional, Valor facial | Orang Asli - 14 puntos, cinco líneas horizontales                 |
| 20 Sen | 20,60         | 4,18     | Año de acuñación, Flor nacional, Valor facial | Bunga Melur "Flor de Jazmín -14 puntos, cinco líneas horizontales |
| 50 Sen | 22,65         | 5,66     | Año de acuñación, Flor nacional, Valor facial | Sulur Kacang - 14 puntos, cinco líneas horizontales               |